# Basílica de Nossa Senhora da Paz de Iamussucro
A Basílica de Nossa Senhora da Paz de Iamussucro (em francês Basilique de Notre Dame de la Paix de Yamoussoukro) é uma igreja católica romana em Iamussucro, a capital administrativa da Costa do Marfim. Frequentemente classificada como a maior igreja cristã do mundo, a basílica foi construída entre 1985 e 1989 a um custo de 300 milhões de dólares, e foi intencionalmente modelada como a Basílica de São Pedro no Vaticano. A construção começou em 10 de agosto de 1985, tendo sido consagrada pelo Papa João Paulo II em 10 de setembro de 1990.
Ao contrário da crença popular, essa particular basílica não é uma catedral. Próximo a ela, a catedral de Santo Agostinho é o principal local de peregrinação e sede do bispo da Diocese de Iamussucro.
O Guinness World Records a classifica como a maior igreja do mundo, tendo ultrapassado a anterior recordista, basílica de São Pedro, ao ser concluída (150 m de largura contra 115 m da Basílica do Vaticano). Nossa Senhora da Paz possui uma grande superfície, e um domo maior que a de São Pedro. No entanto, também se inclui nessa medição o refeitório e a vila, que não são parte da igreja e podem acomodar 18,000 devotos, comparado aos 60,000 de São Pedro.

## História
A Basílica de Nossa Senhora da Paz de Iamussucro foi construída a partir dos planos dos arquitetos Pierre Fakhoury e Patrick Hauthuille, escolhidos pelo presidente Félix Houphouët-Boigny em 4 de fevereiro de 1986. A basílica foi construída por 24 empresas nacionais e internacionais entre 1986 e 1989. Com essa obra, a empreiteira Eiffel Construction Metallique realizou a maior cúpula jamais construída. 1.500 trabalhadores africanos participaram no projeto, sob o controle de Antoine Cesareo, diretor de grandes obras da Costa do Marfim.
Foi construída em Iamussucro, a capital política e administrativa da Costa do Marfim. Como condição para a consagração da basílica, o Papa João Paulo II lançou a pedra fundamental para a construção de um hospital próximo à basílica. Este hospital, chamado São José de Moscati, começou a ser construído em 24 de agosto de 2009, e foi entregue em janeiro de 2014.
A gestão da pastoral na Basílica é feita pelos Padres da Sociedade do Apostolado Católico, comumente chamados Padres Palotinos.
O custo total da obra é estimado em 40 bilhões de francos CFA (122 milhões de euros, ou 6% do orçamento anual do país), o que gerou controvérsias. O Presidente Houphouët-Boigny defendeu a construção, alegando que o edifício havia sido financiado por sua fortuna pessoal.

## Arquitetura
A primeira pedra do edifício foi colocada em 10 de agosto de 1985 e abençoada pelo Papa João Paulo II. A basílica é construída em uma área de 130 hectares, com um volume de terraplenagem de 800.000 m³. As fundações consistem em 156 estacas perfuradas com bentonita de 1,10 m de diâmetro e 30m de profundidade média.
A esplanada elíptica, em forma de braços abertos e acolhedores, ocupa uma área de 30.000 m², rodeada por 128 colunas de 21 m de altura e 2,20 m de diâmetro. O eixo principal é 275m, e 60m para o eixo menor. O piso é de concreto protendido de 8.800 m². O frontão é de 8 m no nível 34,60. Os pisos reluzentes da basílica são feitos de mármore importado da Itália, Espanha e Portugal, em um total de 700.000 m².
Enquanto desenhava a basílica, o arquiteto Pierre Fakhoury planejou um domo ligeiramente menor que o da Basílica de São Pedro, ornamentado com uma grande cruz no topo. A altura final ficou em 158 metros, mais alta do que a do Vaticano. A basílica foi construída com mármore importado da Itália e um vitral contemporâneo da França de 7000m². As colunas são abundantes ao longo da basílica, mas não possuem em estilo uniforme. Há espaço para acomodar 7.000 pessoas sentadas na nave, que tem capacidade para até 11.000 pessoas de pé. À parte da basílica, há dois edifícios idênticos que servem de refeitório e residência papal (vila), respectivamente. A vila é reservada para visita papal, que só ocorreu uma vez.
A basílica gerou muita controvérsia quando a construção começou. O local onde a basílica foi construída foi polêmico: no meio da floresta africana em uma cidade pobre onde a maioria da população não dispõe de água corrente e saneamento básico adequado. O custo da basílica dobrou a dívida da Costa do Marfim, mas muitos dos católicos romanos desse país são orgulhosos dessa igreja.

## Memorial
O presidente da Costa do Marfim, Félix Houphouët-Boigny, escolheu sua cidade natal, Iamussucro, para ser a nova capital do país em 1983. Como parte do planejamento da cidade, o presidente quis imortalizar a si mesmo com a construção da maior igreja do mundo.